# Tricyphona schummeli
Tricyphona schummeli är en tvåvingeart som beskrevs av Edwards 1921. Tricyphona schummeli ingår i släktet Tricyphona och familjen hårögonharkrankar. Arten är reproducerande i Sverige. Inga underarter finns listade i Catalogue of Life.